# Resolutie 1092 Veiligheidsraad Verenigde Naties
Resolutie 1092 van de Veiligheidsraad van de Verenigde Naties werd unaniem door de
VN-Veiligheidsraad aangenomen op 23 december 1996.
Het was de laatste resolutie van 1996.

## Achtergrond
Nadat in 1964 geweld was uitgebroken tussen de Griekse en Turkse bevolkingsgroep op Cyprus stationeerden de VN de UNFICYP-vredesmacht op het eiland. Die macht wordt sindsdien om het half jaar verlengd. In 1974 bezette Turkije het noorden van Cyprus na een Griekse poging tot staatsgreep. In 1983 werd dat noordelijke deel met Turkse steun van Cyprus afgescheurd. Midden 1990 begon het toetredingsproces van
(Grieks-)Cyprus tot de Europese Unie maar de EU erkent de Turkse Republiek Noord-Cyprus niet.

## Inhoud

### Waarnemingen
Cyprus had ermee ingestemd de UNFICYP-vredesmacht te verlengen tot na 31 december. Het voorbije half jaar was de situatie op het eiland achteruitgegaan en escaleerden de spanningen tussen de twee gemeenschappen op de eilandnatie. Het geweld langs de staakt-het-vuren-lijn was ongezien sinds 1974 en ook het geweld tegen UNFICYP nam toe. De Veiligheidsraad vond ook dat de onderhandelingen voor een oplossing al veel te lang in een impasse zaten.

### Handelingen
Het mandaat van UNFICYP werd verlengd tot 30 juni 1997.
Gewelddadige incidenten hadden drie Grieks-Cypriotische burgers en een Turks-Cypriotische soldaat het leven gekost en ook onder UNFICYP verschillende gewonden gemaakt. Daarbij gebruikten de Turks-Cyprioten onnodig en disproportioneel geweld en bleef de Grieks-Cypriotische politie te passief bij betogingen.
De Raad betreurde dat er geen vooruitgang was in de uitvoering van volgende maatregelen:
a. De uitbreiding van het ontmanningsakkoord uit 1989 (voor de ontmanning van de VN-bufferzone),
b. Een verbod op wapens nabij de staakt-het-vuren-lijn,
c. Een gedragscode voor de troepen nabij de staakt-het-vuren-lijn.
De militaire autoriteiten aan beide zijden werden verder opgeroepen om:
a. Mijnenvelden en vallen in de bufferzone op te ruimen,
b. Militaire bouwwerken nabij de bufferzone te staken,
c. Geen militaire oefeningen te houden langs de bufferzone.
Het bedrag dat in Cyprus aan defensie werd gespendeerd moest verminderen. Ook was de huidige stilstand in het vredesproces onaanvaardbaar. De Secretaris-Generaal werd ten slotte gevraagd tegen 10 juni 1997 te rapporteren over de uitvoering van deze resolutie.

## Verwante resoluties
- Resolutie 1032 Veiligheidsraad Verenigde Naties (1995)
- Resolutie 1062 Veiligheidsraad Verenigde Naties
- Resolutie 1117 Veiligheidsraad Verenigde Naties (1997)
- Resolutie 1146 Veiligheidsraad Verenigde Naties (1997)

Lijst ·  1036 ·  1037 ·  1038 ·  1039 ·  1040 ·  1041 ·  1042 ·  1043 ·  1044 ·  1045 ·  1046 ·  1047 ·  1048 ·  1049 ·  1050 ·  1051 ·  1052 ·  1053 ·  1054 ·  1055 ·  1056 ·  1057 ·  1058 ·  1059 ·  1060 ·  1061 ·  1062 ·  1063 ·  1064 ·  1065 ·  1066 ·  1067 ·  1068 ·  1069 ·  1070 ·  1071 ·  1072 ·  1073 ·  1074 ·  1075 ·  1076 ·  1077 ·  1078 ·  1079 ·  1080 ·  1081 ·  1082 ·  1083 ·  1084 ·  1085 ·  1086 ·  1087 ·  1088 ·  1089 ·  1090 ·  1091 ·  1092